# Episoder af Switched at Birth
Switched at Birth er en amerikansk tv-drama-serie, der havde premiere på ABC Family den 6. juni 2011.

## Serieoversigt
| Sæson | Sæson | Episoder | Oprindelig sendt | Oprindelig sendt |
| Sæson | Sæson | Episoder | Start            | Slut             |
| ----- | ----- | -------- | ---------------- | ---------------- |
|       | 1     | 30       | 6. juni 2011     | 22. oktober 2012 |
|       | 2     | 21       | 7. januar 2013   | 19. august 2013  |
|       | 3     | 22       | 13. januar 2014  | 8. december 2014 |
|       | 4     | 20       | 6. januar 2015   | 26. oktober 2015 |
|       | 5     | 10       | 31. januar 2017  | 11. april 2017   |

## Afsnit

### Sæson 1 (2011-12)
| Nr. i serie | Nr. i sæson | Titel                                   | Instruktør      | Manuskript af                       | Første sendedag  | Amerikanske seere (millioner) |
| ----------- | ----------- | --------------------------------------- | --------------- | ----------------------------------- | ---------------- | ----------------------------- |
| 1           | 1           | "This Is Not a Pipe"                    | Steve Miner     | Lizzy Weiss                         | 6. juni 2011     | 3.30                          |
| 2           | 2           | "American Gothic"                       | Steve Miner     | Lizzy Weiss                         | 13. juni 2011    | 2.92                          |
| 3           | 3           | "Portrait of My Father"                 | Michael Schultz | Becky Hartman Edwards               | 20. juni 2011    | 2.77                          |
| 4           | 4           | "Dance Amongst Daggers"                 | Steve Miner     | Chad Fiveash & James Stoteraux      | 27. juni 2011    | 2.80                          |
| 5           | 5           | "Dogs Playing Poker"                    | Bethany Rooney  | Joy Gregory                         | 4. juli 2011     | 1.68                          |
| 6           | 6           | "The Persistence of Memory"             | James L. Conway | Henry Robles                        | 11. juli 2011    | 2.63                          |
| 7           | 7           | "The Stag Hunt"                         | Michael Lange   | Sean Reycraft                       | 18. juli 2011    | 2.69                          |
| 8           | 8           | "Pandora's Box"                         | Elodie Keene    | Becky Hartman Edwards & Lizzy Weiss | 25. juli 2011    | 3.14                          |
| 9           | 9           | "Paradise Lost"                         | Ron Lagomarsino | Chad Fiveash & James Stoteraux      | 1. august 2011   | 2.79                          |
| 10          | 10          | "The Homecoming"                        | David Paymer    | Lizzy Weiss                         | 8. august 2011   | 2.84                          |
| 11          | 11          | "Starry Night"                          | Steve Miner     | Lizzy Weiss                         | 3. januar 2012   | 2.74                          |
| 12          | 12          | "The Tempest"                           | Mel Damski      | Anne Kenney                         | 10. januar 2012  | 2.07                          |
| 13          | 13          | "Self-Portrait With Bandaged Ear"       | Steve Miner     | Becky Hartman Edwards               | 17. januar 2012  | 1.99                          |
| 14          | 14          | "Les Soeurs d'Estrées"                  | Arlene Sanford  | Joy Gregory                         | 24. januar 2012  | 1.90                          |
| 15          | 15          | "Expulsion From the Garden of Eden"     | Steve Miner     | Chad Fiveash & James Stoteraux      | 31. januar 2012  | 1.93                          |
| 16          | 16          | "Las Dos Fridas"                        | Chris Grismer   | Henry Robles                        | 7. februar 2012  | 1.82                          |
| 17          | 17          | "Protect Me From What I Want"           | David Paymer    | Becky Hartman Edwards & Lizzy Weiss | 14. februar 2012 | 1.46                          |
| 18          | 18          | "The Art of Painting"                   | Norman Buckley  | Joy Gregory & Anne Kenney           | 21. februar 2012 | 1.79                          |
| 19          | 19          | "Write a Lonely Soldier"                | Bethany Rooney  | Chad Fiveash & James Stoteraux      | 28. februar 2012 | 1.51                          |
| 20          | 20          | "Game On"                               | Ron Lagomarsino | Becky Hartman Edwards & Lizzy Weiss | 6. marts 2012    | 1.48                          |
| 21          | 21          | "The Sleep of Reason Produces Monsters" | Elodie Keene    | Joy Gregory & Henry Robles          | 13. marts 2012   | 1.70                          |
| 22          | 22          | "Venus, Cupid, Folly, and Time"         | Michael Lange   | Lizzy Weiss                         | 20. marts 2012   | 1.71                          |
|             |             |                                         |                 |                                     |                  |                               |
|             |             |                                         |                 |                                     |                  |                               |
|             |             |                                         |                 |                                     |                  |                               |
|             |             |                                         |                 |                                     |                  |                               |
|             |             |                                         |                 |                                     |                  |                               |
|             |             |                                         |                 |                                     |                  |                               |
|             |             |                                         |                 |                                     |                  |                               |
|             |             |                                         |                 |                                     |                  |                               |